# Peering
Peering – wymiana ruchu pomiędzy dostawcami usług internetowych (ISP) na zasadach partnerskich.
Peering składa się z trzech elementów:
- fizycznego połączenia pomiędzy sieciami,
- protokołu umożliwiającego wymianę ruchu między sieciami,
- umowy peeringowej

Dostawcy usług internetowych łączą swoje sieci za pomocą punktów połączeń (ang. peering point), następnie zawierają umowę peeringową, która dokładnie precyzuje zasady wymiany przez nich ruchu. Dzięki peeringowi informacja w Internecie może wędrować krótszą drogą, a co za tym idzie szybciej. Zmniejsza to obciążenie łączy i umożliwia efektywniejsze ich wykorzystanie.

## Historia
Na początku Internet składał się z pojedynczej sieci szkieletowej, którą był ARPANET, a później NSFNet. Wszystkie inne sieci były podłączone bezpośrednio do niej i nie istniała potrzeba peeringu.
Współczesny Internet nie posiada jednego, głównego szkieletu. Składa się z wielu sieci szkieletowych należących do różnych dostawców usług internetowych. Sieci te są ze sobą połączone za pomocą punktów wymiany ruchu internetowego (ang. Internet eXchange Point, IXP), lub za pomocą indywidualnych połączeń pomiędzy dwoma, lub więcej sieciami.
W praktyce duzi operatorzy wymieniają zazwyczaj ze sobą ruch bezpośrednio, mniejsi korzystają najczęściej z usług IXP.